# Hermann Stennull
Hermann Stennull (1915) was een Duits voetballer en voetbaltrainer die verschillende teams uit Duitsland, Zwitserland en Nederland trainde, waaronder Enschedese Boys. Hij is inmiddels overleden. 